# Griecova třísložková kondenzace

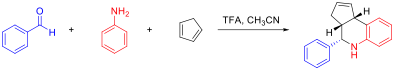
Příklad Griecovy třísložkové kondenzace

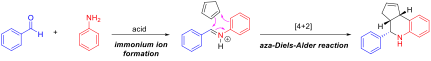
Mechanismus Griecovy třísložkové kondenzace

Griecova třísložková kondenzace je organická reakce vytvářející šestičlenné dusíkaté heterocykly z aldehydů, dusíkatých látek, jako je anilin, a alkenů bohatých na elektrony. Katalyzátorem bývá kyselina trifluoroctová nebo Lewisova kyselina, jako je ytterbitá sůl kyseliny trifluormethansulfonové, (Yb(OTf)3).
Tento druh reakce popsal Paul Grieco v roce 1985. V původních reakcích byly jako dusíkaté složky používány benzylamin, methylamin a chlorid amonný, lze ovšem, podobně jako u Povarovovy reakce, použít i aniliny.
Reakce začíná tvorbou arylimoniového iontu, který poté vstupuje do aza Dielsovy-Alderovy reakce s alkenem, kde imin, protože je chudý na elektrony, slouží jako dienofil, a alken (bohatý na elektrony) reaguje s imoniovým dienem.
Možnosti Griecových třísložkových reakcí byly rozšířeny na reaktanty a katalyzátory imobilizované na pevných površích, například skandiové katalyzátory na polymerech.
Díky své účinnosti jsou Griecovy reakce vhodné pro přípravy chinolinů při vývoji léčiv.